# Принцесата лебед и тайната на замъка
„Принцесата лебед и тайната на замъка“ (на английски: The Swan Princess II: Escape from Castle Mountain) е продължение на анимационния филм от 1994 г. „Принцесата лебед“. Неговите продължения са „Принцесата лебед и мистерията на омагьосаното царство“ (1998) и „Коледата на Принцесата лебед“ (2012).

## Синхронен дублаж На May Star

### Озвучаващи артисти
| Роля                   | Изпълнител                                                                              |
| ---------------------- | --------------------------------------------------------------------------------------- |
| Принцеса Одет          | Елена Русалиева (диалог) Емилия Петкова-Emily Johnson (вокал) home page: musicemily.com |
| Принц Дерек            | Даниел Цочев (диалог) Никола Колев (вокал)                                              |
| Клавий                 | Калин Сърменов (диалог) Христо Мутафчиев (вокал)                                        |
| Жан-Боб                | Иван Райков                                                                             |
| Пуффин Шомпелан Бромли | Георги Митев                                                                            |
| Бързака Кокалака       | Георги Георгиев                                                                         |
| Юбърта Бриджет         | Василка Сугарева                                                                        |

### Екип
| Обработка / Монтаж              | АРС Диджитал Студио (© 1998) За контакти: e-mail: office@arsdigital.org Официален сайт                                         |
| По поръчка на                   | Мейстар филм За контакти: София, ул. „Нишка“№17 /Найчо Цанов/ тел. 980 60 40 факс. 981 07 15 e-mail: maystar@alexandravideo.bg |
| ------------------------------- | --- |
| Режисьор на дублажа             | Чавдар Монов |
| Тонрежисьор                     | Венислава Николова |
| Тонтехници                      | Валентин Митачков Асен Дончев                                                                                                  |
| Мишунг                          | Венислава Николова Благомир Алексиев                                                                                           |
| Превод                          | Цветелина Николова Асен Аврамов                                                                                                |
| Диригент Изпълнителен продуцент | Асен Аврамов |

### Песни
| Песен                    | Изпълнител |
| ------------------------ | --- |
| Върнете пак любовта      | Емилия Петкова-Emily Johnson |
| Щом си приятел ти        | Емилия Петкова-Emily Johnson Иван Райков Георги Георгиев Георги Митев |
| Ще ми хареса             | Христо Мутафчиев |
| Завинаги с тебе          | Емилия Петкова-Emily Johnson Никола Колев |
| „Без Страх“ (рап версия) | Асен Аврамов Доньо Аврамов Елена Русалиева (Одет, диалог) Емилия Петкова-Emily Johnson (Одет, вокал) Даниел Цочев (Дерек, диалог) Василка Сугарева Георги Митев Георги Георгиев Христо Мутафчиев Венислава Николова |

## Андарта Студио
| Роля               | Изпълнител                                                       |
| ------------------ | ---------------------------------------------------------------- |
| Преводач           | Гергана Стойчева-Нуша                                            |
| Тонрежисьор        | Райна Гатева                                                     |
| Озвучаващи артисти | Даниела Горанова Яна Огнянова Здравко Димитров Станислав Пищалов |

## Вънщни препратки
- „Принцесата лебед и тайната на замъка“ в  Internet Movie Database